# Schwarz Weiss
Schwarz Weiss är det tredje studioalbumet från den österrikiska sångerskan Christina Stürmer. Detta var hennes debutalbum i Tyskland och Schweiz. Albumet gavs ut 30 maj 2005, mindre än två veckor efter att hennes första livealbum Wirklich alles! släppts i Österrike.

## Innehåll
Albumet innehåller omgjorda låtar från hennes två första österrikiska studioalbum, Freier Fall från 2003, och Soll das wirklich alles sein? från 2004. Albumet kan därmed även ses som ett samlingsalbum. Albumet innehåller tretton låtar. Fem av låtarna är från Freier Fall och fyra är från Soll das wirklich alles sein?. De resterande fyra låtarna är helt nya. Sex av de nio låtar som tidigare släppts på Stürmers två österrikiska studioalbum har gjorts om och är inte originalversionerna som finns på de två albumen. "Vorbei", "Liebt sie dich so wie ich?" och "Geh nicht wenn du kommst" är de låtar som inte har spelats in på nytt år 2005. Stürmer har själv varit med och skrivit "Bist du bei mir?", en av de fyra helt nya låtarna. Om CD-skivan spelas upp på en dator finns även extramaterial som består av musikvideor till låtarna "Vorbei" och "Ich lebe", samt en intervju med Stürmer. 
Även en DVD-version av Schwarz Weiss släpptes under 2005 som innehåller 34 spår.

## Låtlista
| Nr  | Titel                      | Kompositör                                                                       | Album                         | Längd |
| --- | -------------------------- | -------------------------------------------------------------------------------- | ----------------------------- | ----- |
| 1.  | Bist du bei mir?           | Stephan Kolber, Christina Stürmer, Oliver Varga                                  |                               | 3:15  |
| 2.  | Ich lebe                   | Alex Kahr, Eva Kraus, Harald Hanisch, Leopold Zilinger, Frank Ramond, Maya Singh | Freier Fall                   | 3:20  |
| 3.  | S/W                        | Robert Pfluger, Alex Kahr, David Young, Shannon Penn                             | Freier Fall                   | 3:46  |
| 4.  | Engel fliegen einsam       | Maya Singh, Hannes Strasser                                                      | Freier Fall                   | 3:11  |
| 5.  | Glücklich                  | Jennifer Schueller, Jan Loechel                                                  |                               | 2:56  |
| 6.  | 4 Jahreszeiten             | Klaus Perez Salado                                                               |                               | 4:12  |
| 7.  | Immer an euch geglaubt     | Christian A. Konrad, Robert Pfluger, Maya Singh, Alex Kahr, Bernhard Lassl       | Soll das wirklich alles sein? | 3:34  |
| 8.  | Mama (Ana Ahabak)          | Robert Pfluger, Alex Kahr                                                        | Freier Fall                   | 4:00  |
| 9.  | Kind des Universums        | Christian Lohr, Maya Singh                                                       | Soll das wirklich alles sein? | 4:12  |
| 10. | Vorbei                     | Hanno Bruhn                                                                      | Soll das wirklich alles sein? | 3:12  |
| 11. | So wie ich bin             | Jan Loechel, Jennifer Schueller, Gösta Hulden                                    |                               | 3:06  |
| 12. | Liebt sie dich so wie ich? | Peter Wessely, Kurt Keinrath                                                     | Soll das wirklich alles sein? | 3:25  |
| 13. | Geh nicht wenn du kommst   | Hannes Strasser                                                                  | Freier Fall                   | 4:04  |

## Singlar
Låten "Vorbei", debutsingeln från Soll das wirklich alles sein?, släpptes som albumets första singel redan den 5 september 2004 i ett försök att nå framgång även i Tyskland. Det första försöket blev inte så framgångsrikt som Stürmer och hennes producenter hade hoppats på då låten endast nådde plats 83 på den tyska singellistan. Det var nu man spelade in helt nya versioner av flera av hennes tidigare låtar. Alla singlar som kom at ges ut från Schwarz Weiss förutom den redan utgivna "Vorbei" var mer rockiga nyinspelningar. Den 25 april 2005 släpptes den nya versionen av hennes österrikiska singeletta "Ich lebe" i både Tyskland och Schweiz där den blev en succé. Låten var Stürmers debutsingel som släppts från hennes debutalbum Freier Fall. Låten nådde fjärde plats i Tyskland och tjugoförsta i Schweiz. 
Efter att Schwarz Weiss släppts gavs "Engel fliegen einsam", en icke-singel från Freier Fall, ut som albumets tredje singel den 1 augusti 2005. Låten nådde sextonde plats på den tyska singellistan och även en tionde plats hemma i Österrike. Den fjärde singeln från albumet blev Stürmers singeletta "Mama (Ana Ahabak)". Den  hade tidigare släppts som den tredje och sista singeln från Freier Fall. Precis som "Ich lebe" blev även denna en hit då den nådde elfte plats på den tyska singellistan och en trettiotredje plats på den schweiziska. 
Den femte och sista singeln från Schwarz Weiss blev låten "Immer an euch geglaubt" som gavs ut den 10 mars 2006. Låten var en icke-singel från hennes andra studioalbum. Den femte singeln gavs ut för att fylla hålet mellan den fjärde singeln och det kommande albumet Lebe lauter. Den placerade sig endast på singellistan i Tyskland och nådde bara plats 46.

## Listhistorik och försäljning
Albumet debuterade på plats 12 på den tyska albumlistan och nådde som bäst en tredje plats. Albumet låg totalt 48 veckor på topp-50-listan. På den schweiziska albumlistan debuterade det på plats 42 och nådde som bäst en tolfte plats. I Schweiz låg albumet totalt 56 veckor på topp-100-listan. Albumet certifierades två gånger platina i Tyskland och guld i Schweiz.

### Listplaceringar
| Lista (2005-2007) | Topplacering |
| ----------------- | ------------ |
| Schweiz           | 12           |
| Tyskland          | 3            |

## Medverkande
- Christina Stürmer — Sång
- Gwenael Damman — Bas
- Hartmut Kamm — Keyboard, Gitarr
- Jens Carstens — Trummor
- Jörg Sander — Gitarr
- Klaus Pérez-Salado — Trummor
- Michael Knaur — Keyboard
- Oliver Varga — Gitarr
- Peter Weihe — Gitarr
- Thorsten Brötzmann — Keyboard